# خزل شقي
خزل شقي (بالانجليزية: Hemiparesis)، هو شلل جزئي من جانب واحد، والذي يشمل ضعف كامل على الجانب الأيسر، أو الأيمن من الجسم. ويعتبر الشلل النصفي هو أشد أشكاله، وهو شلل كامل في نصف الجسم. يمكن أن ينتج كل من الخزل الشقي، والشلل النصفي عن ظروف طبية مختلفة، بما في ذلك الأسباب الخلقية، والرضة، والأورام، أو السكتة الدماغية.

## علامات وأعراض
اعتمادا على نوع الخزل الشقي الذي تم تشخيصه، يمكن أن تتأثر وظائف مختلفة للجسم. ومن المتوقع حدوث بعض الآثار (مثل الشلل الجزئي لأحد الأطراف على الجانب المصاب). ومع ذلك، فإن الإعاقات الأخرى قد تبدو في البداية غير مرتبطة تماما بضعف الأطراف، ولكنها في الواقع نتيجة مباشرة للأضرار التي لحقت بالجانب المصاب من الدماغ.

### فقدان المهارات الحركية
الناس الذين يعانون من الخزل الشقي غالبا ما يواجهون صعوبات في الحفاظ على توازنهم بسبب ضعف أطرافهم؛ مما يؤدي إلى عدم القدرة على حمل وزن الجسم بشكل صحيح؛ وهذا يجعل أداء الأنشطة اليومية مثل: ارتداء الملابس، وتناول الطعام، والإمساك بالأشياء، أو استخدام الحمام أكثر صعوبة.
يخلق الخزل الشقي -الناتج عن ضرر في الجزء السفلي من الدماغ- حالة تعرف باسم الرنح، وفقدان كل من المهارات الحركية (الإجمالية والدقيقة)، والتي تظهر غالبًا في شكل ترنح، أو تلكؤ.
يتميز الخزل الشقي الحركي البحت، وهو شكل من أشكال الخزل الشقي، بضعف جانبي في الساق، والذراع، والوجه. وهو الشكل الأكثر شيوعًا من الخزل الشقي.

### متلازمة الدافع
«متلازمة الدافع»، هي اضطراب سريري يعقب تلف الدماغ الأيمن أو الأيسر، والذي يقوم بدفع وزن المرضى بنشاط بعيدا عن الجانب السليم نحو الجانب المصاب بالخزل الشقي. على النقيض من معظم مرضى السكتة الدماغية، الذين يفضلون عادة تحمل الوزن على الجانب السليم، وهذه الحالة الغير طبيعية يمكن أن تختلف في شدتها، وتؤدي إلى فقدان التوازن الوضعي. ويعتقد أن الآفة المتورطة في هذه المتلازمة تكون في المهاد الخلفي على أي من الجانبين، أو مناطق متعددة من نصف الكرة المخية الأيمن.
مع تشخيص متلازمة الدافع، ينبغي النظر إلى ثلاثة متغيرات هامة، والأكثر وضوحا منها هو موقف الجسم التلقائي من الميل الطولي للجذع نحو الجانب المصاب بالخزل الشقي من الجسم الذي يحدث على أساس منتظم وليس فقط في بعض الأحيان. استخدام الأطراف الغير مصابة لخلق ميل جانبي مرضي من محور الجسم، هو علامة أخرى يجب ملاحظتها عند تشخيص سلوك الدافع. ويشمل ذلك تبعيد وبسط الأطراف على الجانب السليم؛ للمساعدة في الدفع نحو الجانب المصاب. المتغير الثالث الذي ينظر إليه هو أن محاولات المعالج لتصحيح وضع الدافع بهدف إرجاعه إلى الوضع المستقيم، يتم مقاومتها من قبل المريض.
في المرضى الذين يعانون من السكتة الدماغية الحادة والخزل الشقي، يوجد الاضطراب في 10.4٪ من المرضى. وقد تستغرق إعادة التأهيل وقتا أطول في المرضى الذين يعرضون بمتلازمة الدافع. وجدت دراسة كوبنهاغن للسكتة الدماغية أن المرضى الذين قدموا مع دفع في نفس الاتجاه يحتاجون 3.6 أسابيع أكثر من المرضى الذين لا يقدمون به للوصول إلى نفس مستوى النتائج الوظيفية على مؤشر بارثيل.
وقد أظهر سلوك الدفع أن إدراك وضع الجسم فيما يتعلق بالجاذبية قد تغير. ويشعر المرضى أن جسمهم في وضع مستقيم، ولكن الجسم حقيقة مائل نحو الجانب المصاب من الدماغ. وبالإضافة إلى ذلك، يبدو أن المرضى لا يظهرون أي معالجة مضطربة لكل من المدخلات البصرية، والدهليزية عند تحديد العمودي البصري الذاتي. في الجلوس، يظهر دفع جانبي، قوي، يميل نحو الجانب المتضرر. وفي الوقوف، يخلق حالة غير مستقرة للغاية، حيث أن المريض يكون غير قادر على دعم وزن الجسم على الطرف السفلي الضعيف. ويجب معالجة زيادة خطر السقوط مع العلاج لتصحيح إدراكهم المُتبدل للعمود.
يتم الخلط في بعض الأحيان بين متلازمة الدافع، واستخدامها بالتبادل كمصطلح العمه الشقي، وتشير بعض النظريات السابقة إلى أن العمه يؤدي إلى متلازمة الدافع. ومع ذلك، فقد لاحظت دراسة أخرى أن متلازمة الدافع موجودة أيضا في المرضى الذين يعانون من آفات نصف الكرة الأيسر، مما يؤدي إلى فقدان القدرة على الكلام، مما يوفر تناقضا صارخا مع ما كان يعتقد سابقا بشأن العمه الشقي، والذي يحدث في الغالب مع آفة نصف الكرة الأيمن.
يلخص كارناث هذين الرأيين المتضاربين، حيث يستنتج أن كلا من الإهمال والحبسة يرتبطان ارتباطا وثيقا بمتلازمة الدافع؛ ربما بسبب القرب من هياكل الدماغ ذات الصلة المرتبطة بهاتين المتلازمتين المعنيتين. ومع ذلك، يذهب المقال إلى القول أنه من الضروري أن نلاحظ أن كل من الإهمال والحبسة ليست الأسباب الكامنة وراء متلازمة الدافع.
يركز المعالجون الفيزيائيون على استراتيجيات التعلم الحركي عند علاج هؤلاء المرضى. تعتبر الإشارات اللفظية، ردود الفعل المتسقة، وممارسة التوجيه الصحيح، وحمل الوزن كلها استراتيجيات فعالة تستخدم للحد من آثار هذا الاضطراب. كما يعتبر وجود المريض جالسًا مع الجانب الأقوى بجانب الجدار، وإرشاده إلى الميل نحو الجدار، هو مثال على العلاج المحتمل لسلوك الدافع.
ويشير نهج جديد للعلاج الطبيعي للمرضى الذين يعانون من متلازمة الدافع إلى أن التحكم البصري للتوجه الرأسي المستقيم، والذي يكون غير مضطرب في هؤلاء المرضى، هو العنصر الأساسي للتدخل في العلاج.
في ترتيب تسلسلي، تم تصميم العلاج للمرضى لتحقيق إدراكهم المتغير للعمودي، واستخدام الوسائل البصرية لردود الفعل حول اتجاه الجسم، وتعلم الحركات اللازمة للوصول إلى الوضع الرأسي الصحيح، والحفاظ على وضع الجسم الرأسي أثناء أداء الأنشطة الأخرى.

### تصنيف متلازمة الدافع
يختلف الأفراد الذين يعانون من متلازمة الدافع أو في وقت لاحق، كما هو محدد من قبل ديفيز، في درجة وشدة هذه الحالة، وبالتالي يجب اتخاذ تدابير مناسبة من أجل تقييم مستوى «الدفع». كان هناك تحول نحو التشخيص المبكر، وتقييم الوضع الوظيفي للأفراد الذين عانوا من السكتة الدماغية وظهرت عليهم متلازمة الدافع؛ من أجل تقليل الوقت الذي يقضيه كمريض داخلي في المستشفيات، وتعزيز العودة إلى العمل في أقرب وقت ممكن. وعلاوة على ذلك، من أجل مساعدة المعالجين في تصنيف متلازمة الدافع، تم وضع جداول محددة مع الصلاحية التي تتزامن مع المعايير التي حددها تعريف ديفيز لمتلازمة الدافع. في دراسة قام بها بابيار وآخرون، ساعد فحص هذه المقاييس في تحديد مدى الصلة، والجوانب العملية، والخصائص الإكلينيكية لثلاثة مقاييس محددة موجودة اليوم للانحراف الجانبي. وكانت المقاييس الثلاثة التي تم فحصها هي مقياس سريري للدفع معاكس التدوير، المقياس المعدل للدفع معاكس التدوير، ومقياس بورك للانحراف الجانبي. وأظهرت نتائج الدراسة أن الموثوقية لكل مقياس جيدة؛ وعلاوة على ذلك، تم تحديد مقياس الدفع معاكس التدوير أن يكون ذا خصائص إكلينيكية مقبولة، وتم عنونة المقياسين الآخرين لمواقف وظيفية أكثر من شأنها أن تساعد المعالجين في القرارات السريرية، والبحث.

## أسباب
السبب الأكثر شيوعا للخزل الشقي، والشلل النصفي هو السكتة الدماغية. يمكن أن تسبب السكتات الدماغية مجموعة متنوعة من اضطرابات الحركة، اعتمادا على موقع وشدة الآفة. يكون الشلل النصفي شائع عندما تؤثر السكتة الدماغية على السبيل القشري النخاعي، وتشمل أسباب الشلل النصفي أيضا: إصابة النخاع الشوكي، خاصة متلازمة براون سيكوارد، إصابات الدماغ الرضية، أو المرض الذي يؤثر على الدماغ.
ونتيجة لأن الآفة التي ينتج عنها الشلل النصفي تحدث في الدماغ أو النخاع الشوكي؛ تُظهر العضلات المشلولة نصفيًا ملامح متلازمة العصبون الحركي العلوي. وتظهر ملامح أخرى إلى جانب الضعف مثل: انخفاض التحكم في الحركة، والرجفان (سلسلة من الانقباضات العضلية السريعة اللا إرادية)، فرط التوتر التشنجي، وفرط المنعكسات الوترية العميقة، وانخفاض القدرة على التحمل.
يحدث الشلل النصفي بمعدل كبير في الأطفال الخدج أكثر من الأطفال المولودين في الموعد المحدد، وهناك أيضا نسبة عالية من الشلل النصفي أثناء الحمل، ويعتقد الخبراء أن هذا قد يكون مرتبطا إما بالولادة الرضحية، استخدام ملقط، أو بعض الأحداث التي تسبب إصابات الدماغ.

وتشمل الأسباب الأخرى للشلل النصفي في البالغين: الرضة، والنزيف، وعدوى المخ، والسرطانات. كما أن الأفراد الذين يعانون من مرض السكري الغير منضبط، وارتفاع ضغط الدم، يكون لديهم فرصة أكبر لتطوير السكتة الدماغية. وقد يحدث ضعف على جانب واحد من الوجه، وقد يكون بسبب عدوى فيروسية، أو سكتة دماغية، أو سرطان.

### أسباب شائعة
- وعائية: نزيف مخي
- معدية: التهاب الدماغ، التهاب السحايا، خراج المخ
- ورمية: ورم دبقي، ورم سحائي
- إزالة الميالين: تصلب متعدد، آفات في المحفظة الغائرة
- رضية: تمزقات دماغية، ورم دموي تحت الجافية (سبب نادر للشلل النصفي؛ نتيجة للحقن المخدرة الموضعية التي تُعطى داخل الشرايين بسرعة بدلا من إعطائها في فرع عصب)
- خلقية: شلل دماغي، المرض الالتهابي متعدد الأجهزة وليدي البدء
- منتثرة: التصلب المنتثر
- نفسية: خطل نومي (شلل نصفي ليلي)[12]

## آلية الحدوث
يتم التحكم في حركة الجسم في المقام الأول من قبل السبيل الهرمي (أو القشرية النخامية)، وهو مسار الخلايا العصبية التي تبدأ في المناطق الحركية في الدماغ، ويبرز للأسفل عبر المحفظة الغائرة، ويستمر خلال جذع الدماغ، يتقاطع (أو يعبر خط المنتصف) في النخاع المستطيل السفلي، ثم يسافر أسفل الحبل الشوكي إلى الخلايا العصبية الحركية التي تتحكم في كل عضلة. بالإضافة إلى هذا المسار الرئيسي، هناك مسارات مساهمة أصغر (بما في ذلك السبيل القشري النخاعي الأمامي)، وبعض أجزاء منها لا تعبر خط الوسط.
وبسبب هذا التشريح، تسبب الإصابات في الجهاز الهرمي فوق النخاع المستطيل عموما خزل شقي في الجانب المقابل (ضعف على الجانب الآخر من الإصابة). وتسبب الإصابات في النخاع المستطيل السفلي، الحبل الشوكي، والأعصاب الطرفية خزل شقي في نفس الجانب.
في حالات قليلة، أدت الآفات فوق النخاع المستطيل إلى خزل شقي في نفس الجانب:
- في العديد من الحالات المبلغ عنها، يختبر العديد من المرضى الذين يعانون من خزل شقي نتيجة لإصابة الدماغ على الجانب المقابل -في وقت لاحق- تفاقم للخزل الشقي عندما يتم إصابتهم بسكتة دماغية ثانية في الجانب المماثل من الدماغ.[13][14][15]

ويفترض المؤلفون أن إعادة تنظيم الدماغ بعد الإصابة الأولية أدت إلى مزيد من الاعتماد على المسارات الحركية غير المتقاطعة، وعندما تضررت هذه المسارات التعويضية عن طريق السكتة الدماغية الثانية، زادت الحالة الحركية سوءا.
- ويصف تقرير حالة مريض لديه مسلك هرمي غير متجانس خلقيًا، والذي تطور لديه خزل شقي على الجانب الأيمن بعد نزف في الدماغ الأيمن.[16]

## التشخيص
يتم تحديد الشلل النصفي عن طريق الفحص السريري من قبل أخصائي الصحة، مثل: أخصائي العلاج الطبيعي أو الطبيب. وينبغي استخدام الدراسات الإشعاعية مثل: التصوير المقطعي، أو التصوير بالرنين المغناطيسي للدماغ؛ لتأكيد الإصابة في الدماغ والحبل الشوكي، ولكن وحدها لا يمكن أن تستخدم لتحديد اضطرابات الحركة.
الأفراد الذين تتطور لديهم نوبات الصرع، قد يخضعون لاختبارات لتحديد مكان تركيز النشاط الكهربائي الزائد.
وعادة ما يُظهر مرضى الشلل النصفي مشية مميزة. يتم تمديد الساق على الجانب المصاب، وتدويره داخليا، ويتأرجح في قوس عريض جانبي، بدلا من رفعه من أجل المضي قدما. كما يكون الطرف العلوي مقرّب على نفس الجانب عند الكتف، ومثني عند الكوع، ومنكب عند المعصم، والإبهام مدسوس في الكف، والأصابع ملفوفة حوله.

## أدوات التقييم
هناك مجموعة متنوعة من مقاييس التقييم الموحدة متاحة لأخصائي العلاج الطبيعي، وغيرهم من ممارسي الرعاية الصحية؛ لاستخدامها في التقييم المستمر لحالة الشلل النصفي للمريض. قد يساعد استخدام مقاييس تقييم موحدة أخصائي العلاج الطبيعي، وغيرهم من ممارسي الرعاية الصحية خلال محطة المعالجة الخاصة بهم في:
- إعطاء الأولوية للتدخلات العلاجية القائمة على نقائص حركية وحسية محددة ومعروفة.
- إنشاء الأهداف المناسبة قصيرة وطويلة الأجل؛ للعلاج بناء على نتائج المقاييس، وخبرتهم المهنية، ورغبات المريض.
- تقييم عبء الرعاية المحتملة، ومراقبة أي تغييرات على أساس إما تحسين، أو انخفاض الدرجات.

بعض المقاييس الأكثر شيوعا في تقييم الشلل النصفي هي:
- تقييم فوجل-ماير للأداء البدني[19]

وغالبا ما يستخدم تقييم فوجل-ماير للأداء البدني كمقياس للعيوب الوظيفية، أو البدنية بعد حادثة وعائية دماغية. وهو يقيس الإعاقة الحسية والحركية من الأطراف العلوية والسفلية، والتوازن في عدة أوضاع، ومجال الحركة، والألم. يعتبر هذا الاختبار مقياس موثوق به وصحيح في قياس إعاقات ما بعد السكتة الدماغية المتعلقة بإنعاش السكتة الدماغية. وتشير درجة أقل في كل مكون من مكونات الاختبار إلى انخفاض في مستوى الأداء، وانخفاض المستوى الوظيفي لتلك المنطقة. الدرجة القصوى لكل مكون هي 66 للأطراف العلوية، 34 للأطراف السفلية، و 14 لتحقيق التوازن.
- تقييم تشيدوك-ماكماستر للسكتة الدماغية[23]

هذا الاختبار هو مقياس موثوق لمكونين منفصلين يقيم كلا من الضعف الحركي، والإعاقة. ويقيم عنصر الإعاقة أي تغييرات في الوظيفة البدنية بما في ذلك الوظيفة الحركية الإجمالية، والقدرة على المشي. ويمكن أن تبلغ قيمة مخزون الإعاقة 100 درجة كحد أقصى، مع 70 من المؤشر الحركي الإجمالي، و 30 من مؤشر المشي. كل مهمة في هذا المخزون لديها درجة أقصاها سبعة باستثناء 2 دقيقة لاختبار المشي الذي هو من أصل اثنين. يقيم عنصر الإعاقة في الاختبار الأطراف العلوية والسفلية، ومراقبة الوضعية والألم. كما يركز جرد الإعاقة على سبع مراحل للإنعاش من السكتة الدماغية من الشلل الرخو إلى وظيفة حركية طبيعية. ويوصى بعمل ورشة عمل تدريبية إذا ما تم استخدام هذا المقياس لغرض جمع البيانات.
- تقييم إعادة تأهيل السكتة الدماغية للحركة[26]

يتكون (تقييم إعادة تأهيل السكتة الدماغية للحركة) من 30 بند اختبار، التي تنطوي على حركات الطرف العلوي، وحركات الطرف السفلي، وعناصر التحرك الأساسية. وهو مقياس سريري للحركات الإرادية، والتحرك العام (التدحرج، والعبور، والجلوس إلى الوقوف، والوقوف، والخطو، والمشي، والسلالم) بعد السكتة الدماغية. يقاس جزء الحركة الإرادية من التقييم باستخدام مقياس ترتيبي مكون من 3 نقاط (غير قادر على الأداء، أداء جزئي، وأداء كامل)، ويستخدم جزء التحرك من التقييم مقياس ترتيبي مكون من 4 نقاط (غير قادر، قادر جزئيا، قادر بشكل كامل بواسطة مساعدة، قادر بشكل كامل بدون مساعدة). أقصى درجة يمكن للمرء أن يحصل على (تقييم إعادة تأهيل السكتة الدماغية للحركة) هي 70 (20 لكل حرز للأطراف و 30 لحرز التحرك). وتتاح الحركة الأفضل، والتحرك للفرد الذي يتم تقييمه.

## العلاج
يعتبر علاج الخزل الشقي هو نفس العلاج الذي يُعطى لأولئك الذين يتعافون من السكتة الدماغية، أو إصابات الدماغ. يقوم أخصائيو الرعاية الصحية مثل: المعالجين الفيزيائيين، والمعالجين المهنيين بدور كبير في مساعدة هؤلاء المرضى في شفائهم. ويركز العلاج على تحسين الإحساس والقدرات الحركية، مما يسمح للمرضى بتحسين إدارة أنشطتهم من الحياة اليومية. تشمل بعض الاستراتيجيات المستخدمة للعلاج تعزيز استخدام الأطراف المصابة بالخزل الشقي خلال المهام الوظيفية، والحفاظ على مجال الحركة، واستخدام التحفيز الكهربائي العصبي العضلي لتقليل التشنج وزيادة الوعي من الطرف. وعلى مستوى أكثر تقدمًا، استخدام العلاج بتحفيز الحركة المقيدة، وتشجيع الوظيفة العامة، واستخدام الطرف المصاب. كما تم استخدام علاج المرآة في وقت مبكر من إعادة تأهيل السكتة الدماغية، ويشمل استخدام الطرف غير المتضررة لتحفيز الوظيفة الحركية للطرف المصاب بالخزل الشقي. وخلصت نتائج دراسة أجريت على المرضى الذين يعانون من خزل شقي شديد أن علاج المرآة نجح في تحسين الوظيفة الحركية والحسية للجزء البعيدة من الطرف العلوي المصاب بالخزل الشقي. وتعتبر المشاركة النشطة أمر بالغ الأهمية في التعلم الحركي وعملية الانتعاش، ولذلك فمن المهم الحفاظ على هؤلاء الأفراد مُحفزين؛ حتى يتمكنوا من إجراء تحسينات مستمرة.
 كما يعمل أيضا أخصائيو الكلام على زيادة وظيفة الأشخاص الذين يعانون من الخزل الشقي.
وينبغي أن يستند العلاج إلى تقييم من قبل المهنيين الصحيين ذوي الصلة، بما في ذلك العلاج الطبيعي، والأطباء والمعالجين المهنيين. وتحتاج العضلات التي تعاني من عجز حاد في الحركة -بما في ذلك الضعف- إلى هؤلاء المعالجين لمساعدتهم في تمرينات محددة، ومن المرجح أن تتطلب مساعدة للقيام بذلك.

### أدوية
يمكن استخدام الأدوية لعلاج القضايا المتعلقة بمتلازمة العصبون الحركي العلوي. كما يمكن استخدام العقاقير مثل: الليبريوم، أو الفاليوم كباسط للعضلات. وتعطى الأدوية أيضا للأفراد الذين لديهم نوبات متكررة، والتي قد تكون مشكلة منفصلة ولكن ذات صلة بعد إصابات الدماغ.

### جراحة
يمكن أن تستخدم الجراحة إذا تطورت لدى الفرد مشكلة تقفع أخرى، من اختلال حاد في النشاط العضلي. ويقوم الجراح في مثل هذه الحالات بقطع الأربطة، وتخفيف تقلصات المفصل. ويمكن للأفرد الذين لا يستطيعون البلع إدخال أنبوب في المعدة، يسمح هذا بإعطاء الطعام مباشرة إلى المعدة. ويكون الغذاء في شكل سائل، ويتم غرسه بمعدلات منخفضة.
وسيستفيد بعض الأفراد الذين يعانون من شلل نصفي من بعض أنواع الجهاز الاصطناعي. هناك أنواع كثيرة من الأقواس والجبائر المتاحة لتحقيق الاستقرار في المفصل، والمساعدة في المشي، والحفاظ على الجزء العلوي من الجسم منتصب.

### إعادة التأهيل
تعتبر إعادة التأهيل هي العلاج الرئيسي للأفراد الذين يعانون من الشلل النصفي. في جميع الحالات، يكون الهدف الرئيسي لإعادة التأهيل هو استعادة أقصى قدر من وظيفة، وجودة الحياة. ويمكن لكل من العلاج البدني والمهني التحسين بشكل كبير من جودة الحياة.

### العلاج الفيزيائي
يمكن أن يساعد العلاج الفيزيائى على تحسين قوة العضلات والتنسيق، والتنقل (مثل الوقوف والمشي)، وغيرها من الوظائف البدنية باستخدام تقنيات الاستشعار الحسية المختلفة. ويمكن أن يساعد العلاج الفيزيائي أيضا في الحد من آلام الكتف من خلال الحفاظ على مجال حركة الكتف، فضلا عن استخدام التحفيز الكهربائي الوظيفي. ويمكن استخدام الأجهزة الداعمة، مثل الأقواس أو الرافعات؛ للمساعدة في منع، أو علاج خلع الكتف؛ على أمل تقليل الإعاقة، والألم.
وتجدر الإشارة إلى أنه على الرغم من أن العديد من الأفراد الذين يعانون من السكتة الدماغية يعانون من آلام في الكتف، وخلع الكتف، إلا أن الإثنين لا يعتمدان على بعضهما البعض.
ويعتبر العلاج بتحفيز الحركة المقيدة هو الطريقة التي يمكن تنفيذها بهدف المساعدة في استعادة الوظيفة الحركية للطرف المصاب. ويتكون هذا من تقييد حركة الأطراف الغير متضررة؛ مما يضطر الطرف المصاب إلى إنجاز مهام الحياة اليومية.

### العلاج الوظيفي
قد يساعد المعالجون المهنيون -على وجه التحديد- مرضى الشلل النصفي في بعض المهام مثل: تحسين وظيفة اليد، وتعزيز اليد، والكتف، والجذع، والمشاركة في أنشطة الحياة اليومية، مثل الأكل وارتداء الملابس.
قد يوصي المعالجون أيضا بجبيرة اليد للاستخدام النشط، أو للتمدد ليلا. وقد يقوم بعض المعالجين -في الواقع- بصنع الجبيرة. وقد يقيس البعض الآخر يد طفلك ويأمر بجبيرة.
ويتولى المعالجون الفيزيائيون تثقيف المرضى والعائلة حول التقنيات التعويضية لمواصلة المشاركة في الحياة اليومية، وتعزيز استقلالية الفرد، والتي قد تشمل: تعديل البيئة، واستخدام المعدات التكيفية، والتكامل الحسي، وما إلى ذلك.

## توقعات سير المرض
لا يعتبر الشلل النصفي اضطراب تقدمي، إلا في الظروف التقدمية مثل: ورم متزايد في المخ. وبمجرد وقوع الإصابة، يجب أن لا تزداد الأعراض سوءا. ومع ذلك، بسبب قلة التحرك؛ يمكن أن تحدث مضاعفات أخرى. ويمكن أن تشمل المضاعفات: صلابة العضلات والمفاصل، وفقدان اللياقة الهوائية، وتشنجات العضلات، وقرح الفراش، وقرح الضغط، وتجلطات الدم.
يعتبر الانتعاش المفاجئ من الشلل النصفي نادر جدا. وسيحصل الكثير من الأفراد على انتعاش محدود، ولكن الأغلبية ستتحسن مع التأهيل المكثف والمتخصص. وقد يختلف احتمال التقدم في الشلل الدماغي، بالمقارنة مع اصابات الدماغ المكتسبة في البالغين. ومن الضروري دمج الطفل المصاب بالشلل النصفي في المجتمع وتشجيعه في أنشطة الحياة اليومية. ومع مرور الوقت، قد يحقق بعض الأفراد تقدما ملحوظا.

## ثقافة شعبية
- رواية باربرا كينغسولفر، الكتاب المقدس بويسونوود، يتم تشخيص شخصية عداه بشكل غير صحيح، في مرحلة الطفولة، بوجود شلل نصفي.[39][40]
- فرقة الروك هيرتس (HAERTS)، أطلقت اسطوانة مطولة سميت بشلل نصفي، عن طريق تسجيلات كولومبيا في عام 2013.[41]
- في عام 1994، فيلم نيل (Nell)، لجودي فوستر، فإن شخصية العنوان التي رسمتها فوستر قد وضعت لغتها الخاصة (غَضْغَضَة)، وقد وضعت جزئيا بسبب أنماط الكلام المتميزة من والدتها، والناجمة عن شلل نصفي لها بسبب السكتة الدماغية.